# Лорш
Лорш (њем. Lorsch) град је у њемачкој савезној држави Хесен. Једно је од 22 општинска средишта округа Бергштрасе. Према процјени из 2010. у граду је живјело 12.866 становника. Посједује регионалну шифру (AGS) 6431016.

## Географски и демографски подаци
Лорш се налази у савезној држави Хесен у округу Бергштрасе. Град се налази на надморској висини од 93 метра. Површина општине износи 25,2 km². У самом граду је, према процјени из 2010. године, живјело 12.866 становника. Просјечна густина становништва износи 510 становника/km².

## Међународна сарадња
| Мјесто   | Држава    | Врста сарадње | Од    |
| -------- | --------- | ------------- | ----- |
|          | Француска | партнерство   | 1967. |
|          | Чешка     | партнерство   | 1970. |
| Звевегем | Белгија   | партнерство   | 1973. |
| Извор    |           |               |       |